# 草梁駅
草梁駅（チョリャンえき）は、大韓民国釜山広域市東区草梁洞にある、釜山交通公社1号線の駅。駅番号は114。

## 歴史
- 1987年5月15日 - 1号線中央洞（現・中央）- ポムネゴル間延伸に伴い開業。
- 1999年6月30日 - 草梁洞駅（초량동역）に改称。
- 2010年2月24日 - 草梁駅に再改称。

## 駅構造
相対式ホーム2面2線の地下駅。スクリーンタイプのホームドアが設置されている。出入口は11箇所に設けられている。

### のりば
| 上り | 1号線 | 多大浦海水浴場方面 |
| 下り | 1号線 | 老圃方面           |

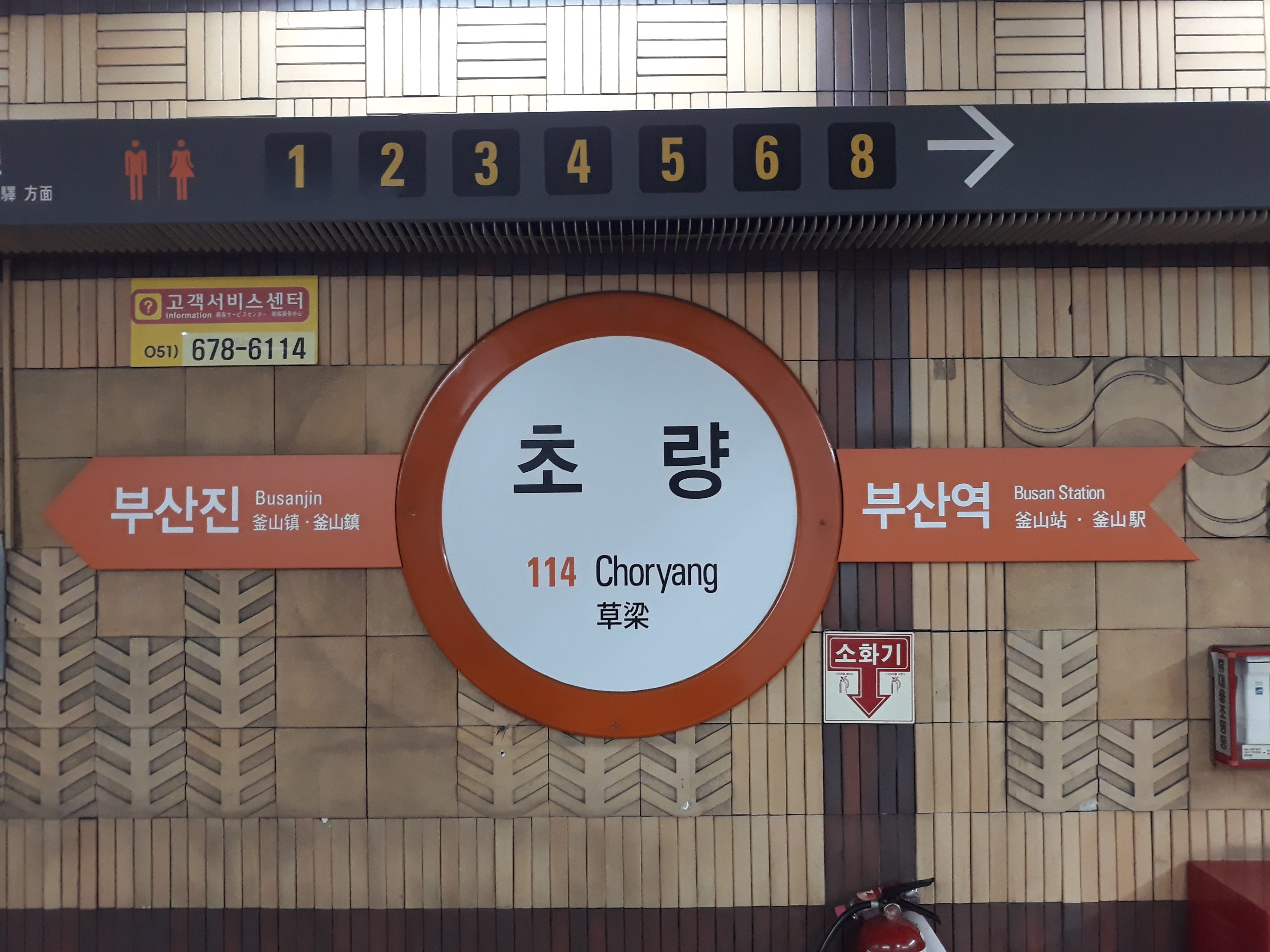
駅名標

## 利用状況
近年の一日平均利用人員推移は下記のとおり。
| 路線  | 乗車人員 | 乗車人員 | 乗車人員 | 乗車人員 | 乗車人員 | 乗車人員 | 乗車人員 | 乗車人員 | 乗車人員 | 乗車人員 | 乗車人員 | 乗車人員 | 乗車人員 | 乗車人員 | 注 釈 |
| 路線  | 2002年   | 2003年   | 2004年   | 2005年   | 2006年   | 2007年   | 2008年   | 2009年   | 2010年   | 2011年   | 2012年   | 2013年   | 2014年   | 2015年   | 注 釈 |
| ----- | -------- | -------- | -------- | -------- | -------- | -------- | -------- | -------- | -------- | -------- | -------- | -------- | -------- | -------- | ----- |
| 1号線 | 9004     | 8233     | 7579     | 6930     | 6139     | 5599     | 5956     | 5998     | 5992     | 6263     | 6014     | 6014     | 6190     | 6275     | [ 1 ] |

## 駅周辺
- 釜山港第3埠頭
- 在釜山日本国総領事館（朝鮮語版）
- 韓国鉄道公社釜山駅
- 草梁3洞行政福祉センター
- 釜山中学校
- 慶南女子中学校
- 釜山高等学校
- 勤労福祉公団釜山地域本部
- ウリィ銀行草梁支店
- 草梁洞日式家屋
- 慰安婦像
- 鄭撥像

## 隣の駅
釜山交通公社
 1号線
釜山駅駅 (113) - 草梁駅 (114) - 釜山鎮駅 (115)